# Hanns Eisler
Hanns Eisler (ur. 6 lipca 1898 w Lipsku, zm. 6 września 1962 w Berlinie) – niemiecki kompozytor pochodzenia austriackiego.

## Życiorys
Był synem filozofa austriackiego Rudolfa. Naukę muzyki rozpoczął autodydaktycznie, nie mając stałego dostępu do instrumentu. W czasie I wojny światowej został zmuszony do służenia w węgierskim oddziale armii austriackiej. Został parę razy zraniony w walce. Po wojnie wstąpił do konserwatorium Wiedeńskiego i, po stwierdzeniu iż jest mu potrzebny ostrzejszy pedagog, rozpoczął prywatną naukę w klasie Arnolda Schönberga. Jest obok Albana Berga i Antona Weberna uznawany za jednego z najsłynniejszych reprezentantów tzw. szkoły wiedeńskiej i jako pierwszy z kręgu Schönberga przyjął w swoich dziełach pomysł dodekafonii. Z biegiem czasu jednak oddalił się i w teorii i w praktyce od swego mistrza, interesując się coraz bardziej sprawą robotników, a szczególnie muzyką robotników. W 1926 r. przyniósł się po raz pierwszy na stałe do Berlina, w którym wówczas dochodziło do zderzenia różnych kultur i ideologii. Wówczas zaczęła się owocna współpraca z Bertoltem Brechtem i powstały słynne pieśni robotnicze (np. Solidaritätslied, Roter Wedding).
Jako komunista i Żyd, zagrożony deportacją do obozu koncentracyjnego, w 1933 roku opuścił Niemcy. Pozostając jeszcze w Europie, skomponował większą część swojego najwybitniejszego dzieła orkiestrowego Niemieckiej symfonii na głosy solowe, chór, parę recytatorów i orkiestrę, a także Präludium und Fugue über B-A-C-H (1934). W 1938 roku wyjechał do USA gdzie w 1941 skomponował „Czternaście sposobów opisania deszczu” (niem. Vierzehn Arten den Regen zu beschrieben). W 1948 wydalono go z USA za sprzyjanie komunistom. Powrócił wtedy najpierw do Wiednia, a później do Berlina i zamieszkał w Niemieckiej Republice Demokratycznej, gdzie do końca życia poważano go jako „klasyka muzyki socjalistycznej”.
W ostatnim okresie życia Eisler podporządkował się dobrowolnie zasadom socrealizmu i zarzucił stosowanie nowoczesnych technik kompozytorskich oraz z większości nowatorskich rozwiązań, jakie wprowadzał przed II wojną światową. Skomponował m.in. muzykę do hymnu NRD (Auferstanden aus Ruinen, 1949). Przez wiele lat współpracował z Bertoltem Brechtem, był m.in. autorem muzyki do sztuki „Środek zaradczy” (Die Massnahme, 1931).
Miał dwójkę rodzeństwa – brata Gerharta i siostrę Ruth.
Gerhart Eisler był agentem Kominternu, w latach 1926–1927 realizującym na zlecenie Stalina misję przywrócenia kontroli ZSRR nad ruchem komunistycznym w Chinach. Pracował jako urzędnik Kominternu w Moskwie, następnie jako agent we Francji i USA. Aresztowany w końcu 1948 r. z doniesienia żony o jego działalności komunistycznej na terenie USA. W końcu kwietnia 1949 r. wpłacono za niego 100 tys. dolarów kaucji, a on zdołał niepostrzeżenie dostać się na pokład stojącego akurat w porcie nowojorskim polskiego transatlantyku m/s Batory, który wyszedł z Nowego Jorku 6 maja. Eisler został odkryty przez załogę niedługo po wyjściu w morze. Wybuchła międzynarodowa afera, ponieważ Amerykanie przy współpracy władz angielskich nieprawnymi metodami siłą ściągnęli Eislera z pokładu „Batorego” na redzie portu Southampton. Ostatecznie dostał się do rosyjskiej strefy okupacyjnej, która w kilka miesięcy później została przekształcona w Niemiecką Republikę Demokratyczną.
Elfriede Eisler, znana pod pseudonimem Ruth Fischer, była twórczynią Komunistycznej Partii Austrii (1918) i działaczką Kominternu. Po wyrzuceniu za „odchylenie lewicowe” (1926) stała się zaangażowaną antykomunistką i autorką obszernej pracy na temat historii Kominternu. Wypowiadała się przed Komisją Izby Reprezentantów do Badania Działalności Nieamerykańskich przeciwko Gerhartowi i Hannsowi Eislerom. Sprawa wydalenia braci Eisler ze Stanów Zjednoczonych prezentuje się w zupełnie nowym świetle po tym, jak w 2010 roku okazało się, iż Ruth Fischer była pod pseudonimem „Alice Miller” agentką amerykańskiego wywiadu „The Pond”.